# Pilot (Under the Dome)
«Pilot» —en español: «Piloto»— es el episodio piloto de la serie de televisión Under the Dome, estrenado por la cadena de televisión CBS el 24 de junio de 2013. El episodio piloto cubre la información e introduce a los personajes principales: Mike Vogel es Dale "Barbie" Barbara, Rachelle Lefevre es la reportera Julia Shumway, Dean Norris es el concejal James "Big Jim" Rennie, Natalie Martinez es la oficial Linda Esquivel, Colin Ford es Joseph "Joe" McAlister, Britt Robertson es Angie McAlister, Alexander Koch es James "Junior" Rennie.
El episodio alcanzó las cifras de 13,000 millones de espectadores en su primera emisión.

## Argumento
Dale "Barbie" Barbara entierra un cadáver en los bosques de Chester's Mill. Cuando se prepara para dejar el pueblo, una gran barrera invisible cae en los bordes del pueblo, dejando atrapados a todos los que viven en el pueblo. La reportera Julia Shumway, quien está investigando misteriosas entregas de propano antes de que apareciera la cúpula, comienza a tener un interés especial en Barbie después de que él salvara la vida del adolescente Joe McAlister, cuyos padres se encuentran fuera del pueblo. El concejal del pueblo, James "Big Jim" Rennie, hace un anuncio de emergencia por la radio del pueblo, mientras que el sheriff Duke Perkins y su suplente Linda Esquivel intentan mantener la calma en el pueblo. El hijo inestable de Big Jim, Junior Rennie, tiene sexo con su novia Angie McAlister(la hermana de Joe) y la deja embarazada sin saber, le revela que dejó la Universidad por ella y esta termina su noviasgo con él diciéndole que no pensaba en tener esa relación a largo plazo, pero la secuestra cuando comienza a sospechar que tiene un amorío con Barbie y cree que el Domo le afecta. Carolyn Hill y su esposa Alice Calvert están de paso en Chester's Mill con su hija Norrie cuando el domo aparece y Norrie tiene lo que parecen ser ataques epilépticos. Podemos ver como existe una conexión entre Big Jim, Duke y el almacenamiento de propano. Julia le ofrece su hogar a Barbie, y cuando él acepta, se da cuenta de que el hombre al que asesinó y enterró es el esposo de Julia, Peter. Duke le sugiere a Linda que el pueblo está siendo castigado por un secreto oscuro y cuando él se acerca mucho a la cúpula, su marcapasos explota. Al final del capítulo el ejército de los Estados Unidos llega a Chester's Mill para averiguar cuál es el origen del Domo.

## Reparto
|  | - Mike Vogel como Dale "Barbie" Barbara\|Dale Barbara - Rachelle Lefevre como Julia Shumway - Natalie Martinez como Agente Linda Esquivel\|Linda Esquivel - Britt Robertson como Angie McAlister - Alexander Koch como Junior Rennie\|James Rennie, Jr. - Colin Ford como Joe McAlister - Nicholas Strong como Phil Bushey - Jolene Purdy como Dodee Weaver - Aisha Hinds como Carolyn Hill - Jeff Fahey como Sheriff Howard "Duke" Perkins\|Howard Perkins - Dean Norris como James "Big Jim" Rennie\|James Rennie - Mackenzie Lintz como Norrie Calvert-Hill - Samantha Mathis como Alice Calvert - Beth Broderick como Rose Twitchell - Dale Raoul como Andrea Grinnell | - John Elvis como Ben Drake - Josh Carter como Rusty Denton - R. Keith Harris como Peter Shumway |

## Producción
En un principio, el estreno de la serie estuvo programado para 2009, pero no fue hasta 2011 cuando la CBS contrató a Vaughan para adaptar la novela para su posterior emisión en Showtime. David Nevins, presidente de Showtime Entertainment pensó que la serie no encajaba dentro de la cadena y Nina Tassler de CBS recogió el testigo. Una vez Tassler se hizo con los derechos contactó con el productor Neal Baer para que trabajara en el proyecto como showrunner. En noviembre del año siguiente, la cadena encargó la creación de un episodio piloto y trece más. Tassler comentó: La cúpula es una gran novela que está dispuesta a llegar a la pequeña pantalla con el objetivo de ser el programa del verano". Durante la Super Bowl de 2013 se emitió un avance promocional, aunque en vez de mostrar el tráiler directamente, tan solo se podía acceder por la web oficial en la que el interesado tenía que escribir dónde residía.

### Concepto
El 10 de junio de 2013, Under the dome fue elegida junto a otras por los "Critics' Choice Awards" como una de las "Más emocionantes series de estreno". Sin embargo, el 13 de agosto de 2013, con 8 episodios emitidos, las críticas de la serie fueron hacia abajo, por ejemplo Tim Surette de Tv.com, la llamó "Una serie mediocre", o Rachel Hyland de "Geek Speak Magazine" dijo que era "Un tonto, tonto programa" de "perdurable horror". El 27 de junio de 2013, Stephen King declaró que "la versión televisiva de Under the Dome varía considerablemente de la versión del libro", pero dijo que era muy buena, mientras mencionaba varias diferencias:
Si miras de cerca, verás que la mayoría de mis personajes siguen ahí, mientras que algunos se han combinado y otros han cambiado de profesión. Eso también es algo cierto del gran asunto, como el motín del supermercado, o la razón de todo el propano, y la temática del libro habla de la disminución de los recursos en el pueblo. Muchos de los cambios que hizo Brian K. Vaughan y su equipo de guionistas eran necesarios, y lo apruebo de todo corazón. Algunos de esos cambios son el plan de mantener el domo en Chester's Mill por varios meses, en vez de un poco más de una semana como es el caso del libro. Otras modificaciones de la historia son porque los guionistas han reimaginado el origen del domo.
Stephen King

## Audiencia
Durante su emisión original, "Piloto" fue visto por 13 000 000 de televidentes en Estados Unidos. Se estrenó fue de 7 000 000, cayendo después de la primera media hora del primer lugar, quedando en tercero. Se mantuvo con una audiencia de 8 917 000 espectadores.